# Jacqueline Knol
Jacqueline Knol (Enschede, 7 januari 1977) is een Nederlands softballer.
Knol kwam uit voor het eerste damesteam van Tex Town Tigers en de Egmond Sauna Sparks en was tevens international van het Nederlands damessoftbalteam. Ze nam met dit team deel aan de Olympische Spelen van 1996 in Atlanta als werper. In 1999 werd ze uitgeroepen door de KNBSB tot Meest Waardevolle Speler van de Nederlandse softbal hoofdklasse dames.
Madelon Beek · 
Petra Beek · 
Luciène Geels · 
Jacqueline de Heer · 
Marjolein de Jong · 
Jacqueline Knol · 
Anita Kossen · 
Anouk Mels · 
Sandra Nieuwveen · 
Penny le Noble · 
Corrine Ockhuijsen · 
Sonja Pannen · 
Marlies van der Putten · 
Gonny Reijnen · 
Martine Stiemer